# Adstock (Buckinghamshire)
Adstock est une paroisse civile et un village du Buckinghamshire, en Angleterre.